# Sphaerodactylus rosaurae
Sphaerodactylus rosaurae este o specie de șopârle din genul Sphaerodactylus, familia Gekkonidae, descrisă de Parker 1940. Conform Catalogue of Life specia Sphaerodactylus rosaurae nu are subspecii cunoscute.